# Tegelröd ängstrollslända
Tegelröd ängstrollslända (Sympetrum vulgatum) är en art i insektsordningen trollsländor som tillhör familjen segeltrollsländor.

## Kännetecken
Den tegelröda ängstrollsländan har fått sitt trivialnamn av nyansen på hanens röda färg på bakkroppen. Honan är mer dämpad i färgerna och mer brun än röd. Vingarna är genomskinliga med brunaktigt vingmärke. Vingmärket hos hanen är mer rödbrunaktigt än hos honan. Vingbredden är 50 till 65 millimeter. Bakvingens längd är 24 till 29 millimeter och bakkroppens längd är 24 till 28 millimeter. 

## Utbredning
Den tegelröda ängstrollsländan finns i stora delar av Europa, utom på Brittiska öarna, där den endast förekommer i sydvästra Storbritannien. I Sverige finns den från Skåne till Uppland och Dalsland, samt längs Norrlandskusten, upp till södra Västerbotten.

## Levnadssätt
Den tegelröda ängstrollsländans habitat är främst mindre och lugna vattensamlingar i öppna landskap. Den förekommer sällan vid vatten som det växer skog runt omkring. Efter parningen lägger honan äggen, i början tillsammans med hanen, fritt i vattnet. Utvecklingstiden från ägg till imago är ett år och flygtiden juli till september, i de södra delarna av utbredningsområdet in i oktober.

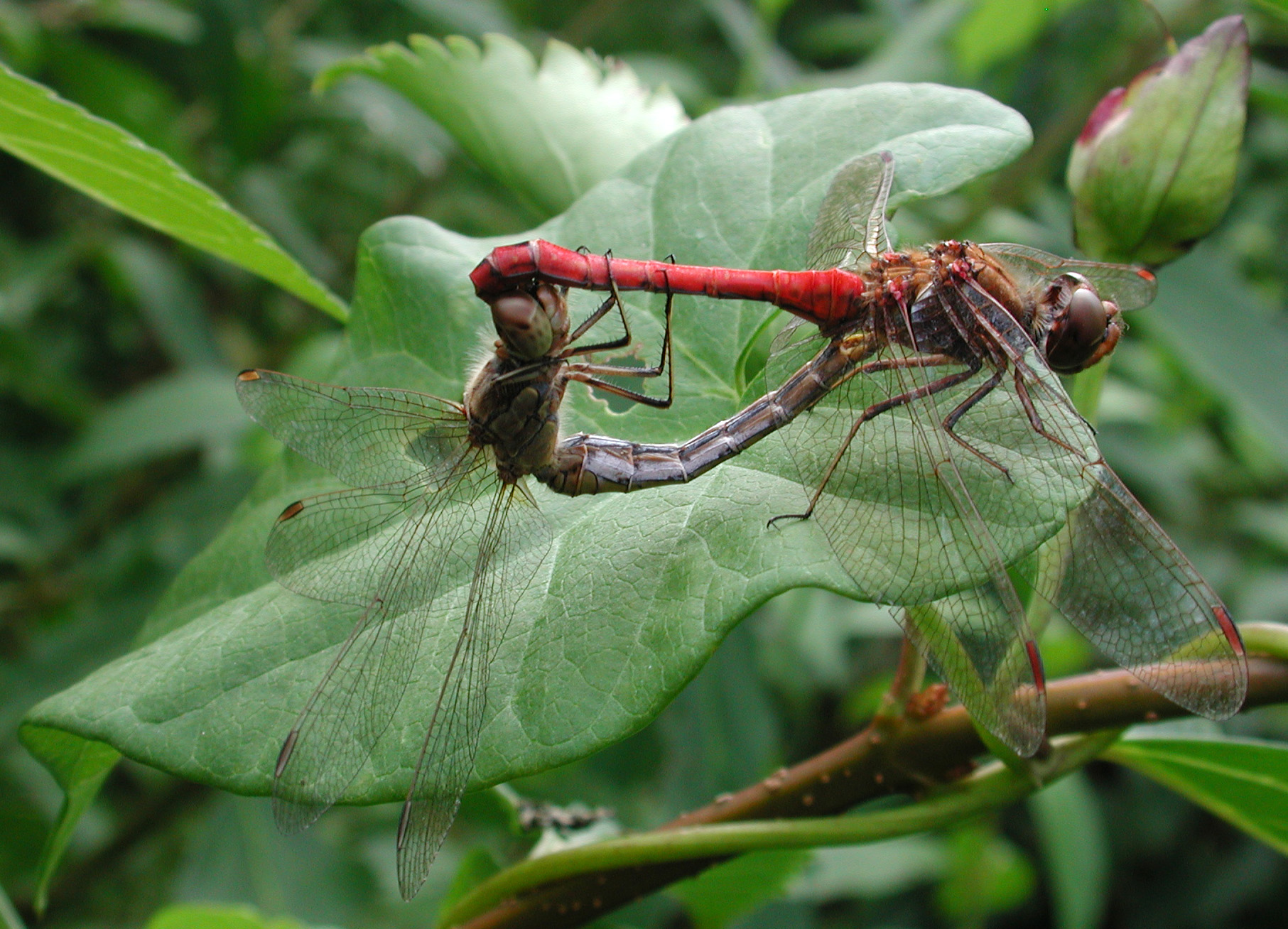
Tegelröda ängstrollsländor som parar sig
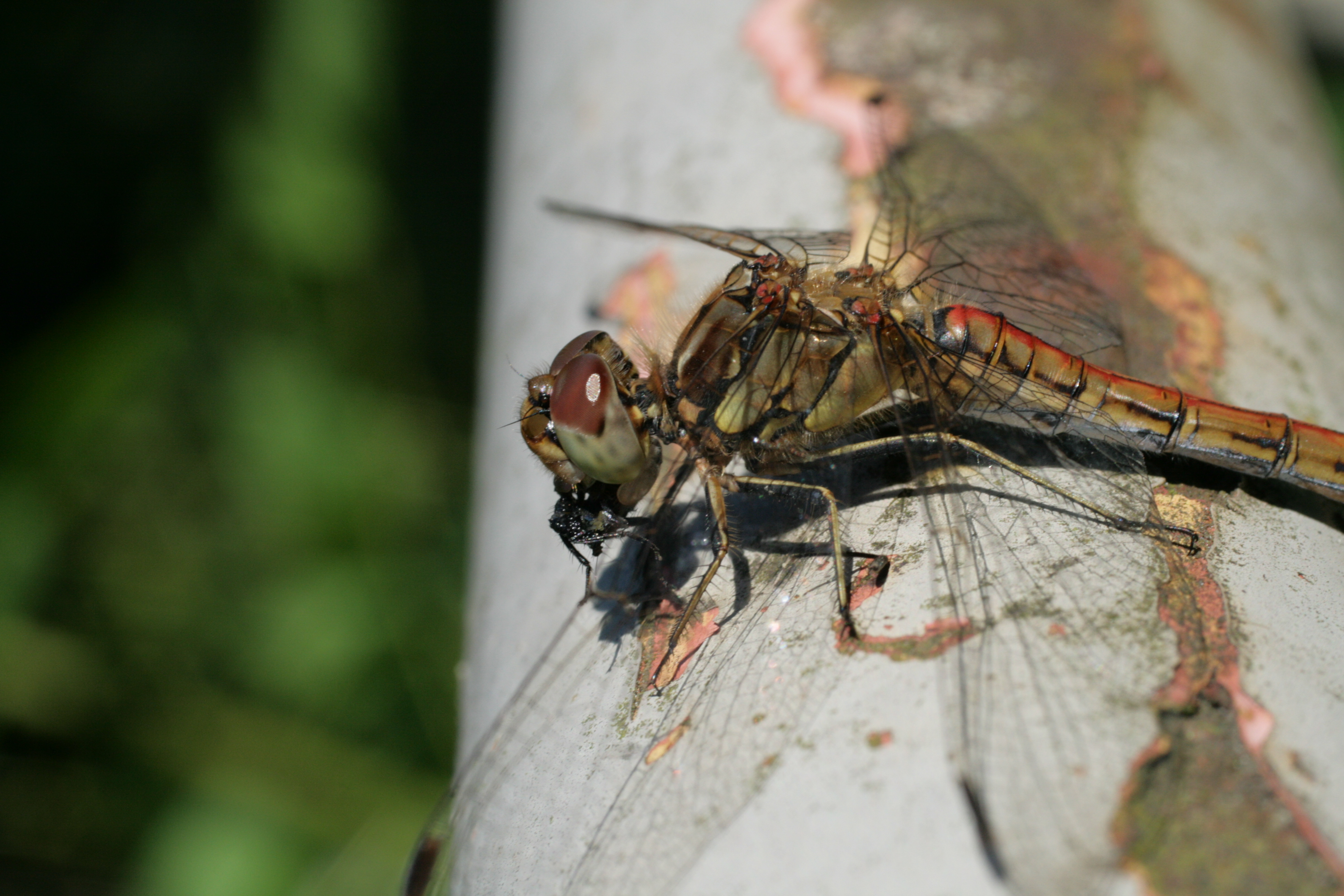
Även honorna kan vara röda. Här är en delvis röd hona som äter sitt byte